# Харон Карфагенский
Харон (др.-греч. Χάρων ο Καρχηδόνιος) — карфагенский историк.
Имя Харона приведено в византийском энциклопедическом словаре Суда. По предположению Ю. Б. Циркина, Харон мог принадлежать к числу эллинизированных пунийцев или же быть проживавшим в Карфагене греком. Как отмечал С. С. Аверинцев, в эллинистическое время вышло немало сборников, посвященных тиранам. И именно Харон был автором универсального труда «Тираны, сколько их ни было в Европе и Азии». Также Харон составил сочинения об известных мужах (в четырёх книгах) и о женщинах (также в четырёх книгах). Все они не дошли до нашего времени. Поэтому, по замечанию Циркина, невозможно определить, какую долю в этих произведениях составляла собственно пуническая основа.